# Umfurudzi

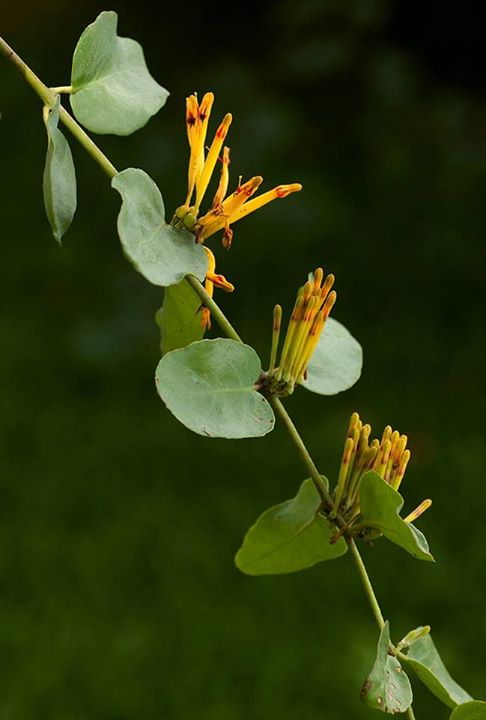
Agelanthus pungu

Die Umfurudzi National Safari Area (UNSA) ist ein 76.000 Hektar großes Schutzgebiet etwa 150 km nordöstlich von Harare im Distrikt Shamva, in der Provinz Mashonaland Central in Simbabwe.
Die parallelogrammartige Grundfläche der UNSA wird im Norden vom Fluss Rozvi und im Osten vom Mazowe River begrenzt. Das untere Drittel wird durch den namensgebenden Fluss Umfurudzi abgeteilt, welcher von Westen in den Mazowe River mündet. In der Regenzeit führt dieser Fluss viel Wasser, kann aber in der Trockenzeit fast versiegen. Nördlich davon befindet sich der Mount Chizinga mit ca. 1.400 M. ü. NN.
Die nächsten Ortschaften sind im Süden Shamva und Bindura und im Norden Mount Darwin. Am Eingang zum Park befindet sich der Minenort Madziwa Mine.
Touristisch ist das Gelände durch zwei Einrichtungen erschlossen, im Süden befindet sich das Campfire-Projekt Sunungukai, welches in den 1990er Jahren den Britisch Airways Award für Tourismus erhielt und nördlich des Zusammenflusses von Umfurudzi und Madzowe befindet sich das von der Familie Jarvis privat geführte Hippo Pools Wilderness Camp.

## Klima
|                        | Jan  | Feb  | Mär  | Apr  | Mai | Jun  | Jul  | Aug  | Sep | Okt  | Nov  | Dez  |   |      |
| Mittl. Temperatur (°C) | 22,8 | 22,4 | 21,6 | 19,9 | 17  | 14,9 | 14,7 | 26,7 | 20  | 22,9 | 23,2 | 22,9 | ⌀ | 20,8 |
|                        |      |      |      |      |     |      |      |      |     |      |      |      |   |      |
| Niederschlag (mm)      | 215  | 154  | 83   | 35   | 9   | 2    | 0    | 2    | 6   | 10   | 92   | 176  | Σ | 784  |

|  |

|  |

|  |

|  |

|  |

|  |

|  |

|  |

|  |

|  |

|  |

|  |

|  |

|  |

|  |

|  |

|  |

|  |

|  |

|  |

|  |

|  |

|  |

|  |

## Vegetation
Neben der trockenen Savannenvegetation finden sich einige beeindruckende Exemplare des Baobabs (Aadonsonia digitata) in der Nähe von Hippo Pools. Das älteste Exemplar dürfte über 3.000 Jahre alt sein.

## Tierwelt

### Probleme: Wilderei/Jagd
Die UNSA hat große Probleme mit Wilderern, aber auch mit Lizenz-Jägern, die mehr Wild schießen oder fangen, als nachwachsen kann.

### Großwild
Die letzten Nashörner sind Ende der 1970er Jahre zum Schutz vor Wilderern in den Gonarezhu Nationalpark im Süden Simbabwes verlegt worden. Im ganzen Park wurden Ende der 1990er Jahre nur noch elf Zebras gesichtet. Am häufigsten kommen Impalas vor, gefolgt von Eland und Zabel-Antilopen. Auch die Zahl der Warzenschweine ist sehr hoch. Große Gruppen von Velvet-Monkeys und Pavianen durchstreifen das Gelände. Stachelschweine, Buschbabies und Genets sind nur in der Nacht (Night-Game-Drive) zu beobachten.
Fleischfresser wie die Hyänen sind häufig, aber Löwen (vermutlich nur noch ein bis zwei) und mehrere Leoparden sind nur durch Spuren und Schreie nachweisbar.
Elefanten (loxodonta africana) verschwanden bereits Ende der 1960er Jahre. Es gibt aber Pläne, ihre natürlichen Wanderrouten entlang des Mazowe bis in die Gegend um Nyatana durch Wiedereinführung von Elefanten wiederzubeleben.

### Vogelwelt
Von der reichen Vogelwelt lassen sich oft beobachten: Dark Chanting Goshawk, Water (Dikkop) Thick-knee, Red-chested Cuckoo, Senegal Coucal, Greyhooded Kingfisher, White-fronted, Eurasian and Little Bee-eaters, Trumpeter Hornbill, Bearded Robin and the Scarlet-chested Sunbird. Auch der Angola Pitta und der Narina Trogon wurden hier schon gesehen.

## Geschichte
Frühe Siedlungsspuren sind die rot- und weißfigurigen Felsmalereien. Bereits Anfang/Mitte des 16. Jahrhunderts wurde das Gebiet durch portugiesische Handelsstützpunkte entlang des Madzowe erschlossen. Auch der große Jäger Selous kam bei seinen Reisen durch das Gebiet. Im frühen 20. Jahrhundert wurden Minen angelegt, von denen die letzte die Madziwa Mine ist.
In den 1960er Jahren wurde das Gebiet in mehreren Stufen in ein Schutzgebiet umgewandelt. Im Rahmen des Tsetsefliegen-Bekämpfungsprogramms wurde die UNSA 1986 von Tsetsefliegen befreit. Seit dieser Zeit besteht auch das Hippo Pools Wilderness Camp, das von Familie Jarvis geleitet wird und einheimischen und überseeischen Touristen Urlaubsmöglichkeiten bietet.